# Єленьово
Єленьово (пол. Jeleniowo, нім. Jellinowen) — село в Польщі, у гміні Дзьвежути Щиценського повіту Вармінсько-Мазурського воєводства.
Населення — 213 осіб (2011).

## Демографія
Демографічна структура станом на 31 березня 2011 року:
|          | Загалом | Допрацездатний вік | Працездатний вік | Постпрацездатний вік |
| -------- | ------- | ------------------ | ---------------- | -------------------- |
| Чоловіки | 108     | 21                 | 79               | 8                    |
| Жінки    | 105     | 27                 | 59               | 19                   |
| Разом    | 213     | 48                 | 138              | 27                   |